# 148780 Altjira
148780 Altjira è un oggetto transnettuniano. Scoperto nel 2001, presenta un'orbita caratterizzata da un semiasse maggiore pari a 44,0652543 UA e da un'eccentricità di 0,0631589, inclinata di 5,20346° rispetto all'eclittica.
L'asteroide è dedicato ad Altjira, principale divinità degli aborigeni Arrernte.